# Llac Superior
El llac Superior (Lake Superior en anglès) és el més gran dels cinc Grans Llacs d'Amèrica del Nord. Limita al nord amb Ontario (Canadà) i Minnesota (Estats Units), i al sud amb els estats de Wisconsin i Michigan. És el llac d'aigua dolça més gran del món en superfície i el tercer més gran en volum. Ocupa una superfície total de 80.800 km², amb una conca de 209.000 km². La profunditat mitjana és de 143 m, i la màxima és de 406 m. Dos terços de l'àrea del llac són part del territori nord-americà, la resta pertany a territori canadenc.
Tot i que el llac mai no es congela durant l'hivern, s'hi formen capes de gel a les ribes, raó per la qual cal tancar-ne els ports de desembre a abril. Els ports més importants del llac són Thunder Bay, Michipicoten (Ontario), Marquette (Michigan), Copper Harbor (Michigan), Ashland, Superior, Wisconsin-Duluth, Two Harbors (Minnesota) i Taconite Harbor (Minnesota).

## Nom
El nom en llengua chippewa del llac és gichi-gami (en sil·làbics: ᑭᒋᑲᒥ, pronunciat gitchi-gami o kitchi-gami en diferents dialectes), que significa "gran mar". Henry Wadsworth Longfellow va escriure aquest nom com "Gitche Gumee" al poema The Song of Hiawatha, igual que Gordon Lightfoot a la seva cançó "The Wreck of the Edmund Fitzgerald ".
Segons altres fonts, el nom complet chippewa és ᐅᒋᑉᐧᐁ ᑭᒋᑲᒥ Ojibwe Gichigami ("El gran mar d'Ojibwe") o ᐊᓂᐦᔑᓈᐯ ᑭᒋᑲᒥ Anishinaabe Gichigami ("El Gran Mar d’Anishinaabe "). El diccionari de 1878 del pare Frederic Baraga, el primer escrit per a la llengua chippewa, dona el nom ojibwe com Otchipwe-kitchi-gami (una transliteració de l'ojibwe Gichigami).
Al segle xvii, els primers exploradors francesos es van apropar al gran mar interior pel riu Ottawa i el llac Huron; es referien al seu descobriment com le lac supérieur (el llac superior, és a dir, sobre el llac Huron). Alguns missioners jesuïtes del segle XVII s'hi van referir com a Lac Tracy (per Alexandre de Prouville de Tracy). Després de prendre el control de la regió dels francesos a la dècada de 1760 després de la seva derrota a la Guerra franco-índia, els britànics van anglicitzar el nom del llac a Superior, "a causa de la seva magnitud superior a qualsevol dels llacs d'aquest vast continent".

## Geografia

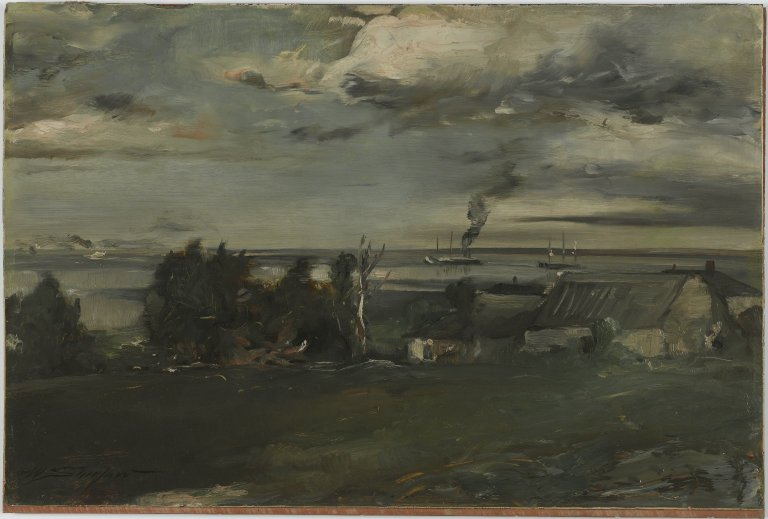
Lake Superior, de Walter Shirlaw

L'illa més gran del llac Superior és Isle Royale a Michigan. Isle Royale conté diversos llacs, alguns dels quals també contenen illes. Altres illes conegudes inclouen Madeline a Wisconsin, Michipicoten a Ontario, i Grand Island (on es troba la Grand Island National Recreation Area) a Michigan.
Les ciutats més grans del llac Superior inclouen els ports bessons de Duluth (Minnesota) i Superior (Wisconsin); Thunder Bay (Ontario); Marquette (Michigan); i les ciutats bessones de Sault Ste. Marie (Michigan), i Sault Ste. Marie (Ontario). Duluth-Superior, a l'extrem occidental del llac Superior, és el punt més interior de la via marítima del Sant Llorenç i el port més interior del món.
Entre els llocs pintorescos del llac hi ha Apostle Islands National Lakeshore, Brockway Mountain Drive a la península de Keweenaw, el Parc Nacional d'Isle Royale, les muntanyes Porcupine, el Parc Nacional Pukaskwa, el Parc Provincial Superior Lake, l'Àrea recreativa nacional de Grand Island, Sleeping Giant (Ontario) i Pictured Rocks National Lakeshore. El Great Lakes Circle Tour és un sistema de carreteres escèniques que connecta tots els grans llacs i el riu Sant Llorenç.

## Hidrografia
El llac Superior desemboca al llac Huron a través del riu St. Marys i els tancaments de Soo (Sault Ste. Marie). El llac Superior és el llac d'aigua dolça més gran del món en àrea i el tercer en volum, darrere del llac Baikal a Sibèria i el llac Tanganyika a l'Àfrica oriental. El mar Caspi, tot i que és més gran que el llac Superior tant en superfície com en volum, és salobre. Encara que actualment està aïllat, prehistòricament el Caspi ha estat connectat repetidament i després aïllat del Mediterrani a través del Mar Negre.
El llac Superior té una superfície de 82.103 km², que és aproximadament de la mida de Carolina del Sud o Àustria. Té una longitud màxima de 560 km i una amplada màxima de 257 km. La seva profunditat mitjana és de 147 m amb una profunditat màxima de 406 m. El llac Superior conté 12.100 km³ d'aigua. Hi ha prou aigua al llac Superior per cobrir tota la massa terrestre d'Amèrica del Nord i del Sud fins a una profunditat de 30 cm. La riba del llac s'estén per 4.387 km (incloses les illes).
El limnòleg nord-americà J. Val Klump va ser la primera persona a assolir la profunditat més baixa del llac Superior el 30 de juliol de 1985, com a part d'una expedició científica, que a 223 m sota el nivell del mar és el segon punt més baix de l'interior continental dels Estats Units i el tercer punt més baix de l'interior del continent nord-americà després del Gran Llac de l'Esclau als Territoris del Nord-oest del Canadà (458 m sota el nivell del mar) i el llac Iliamna a Alaska (287 m sota el nivell del mar). (tot i que el llac Crater és el llac més profund dels Estats Units i més profund que el llac Superior, l'elevació del llac Crater és més alta i, per tant, el seu punt més profund és de 1289 m sobre el nivell del mar.)Mentre que la temperatura de la superfície del llac Superior varia estacionalment, la temperatura per sota de 200 m és gairebé constant (4 °C). Aquesta variació de temperatura fa que el llac s'estratifiqui estacionament. Dues vegades l'any, però, la columna d'aigua arriba a una temperatura uniforme de (4 °C) de dalt a baix, i les aigües del llac es barregen al fons. Aquesta característica fa que el llac sigui dimíctic. Pel seu volum, el llac Superior té un temps de retenció de 191 anys.
Les tempestes anuals al llac Superior presenten regularment altures d'onades de més de 6 m. S'han enregistrat onades de més de 9m.

## Història

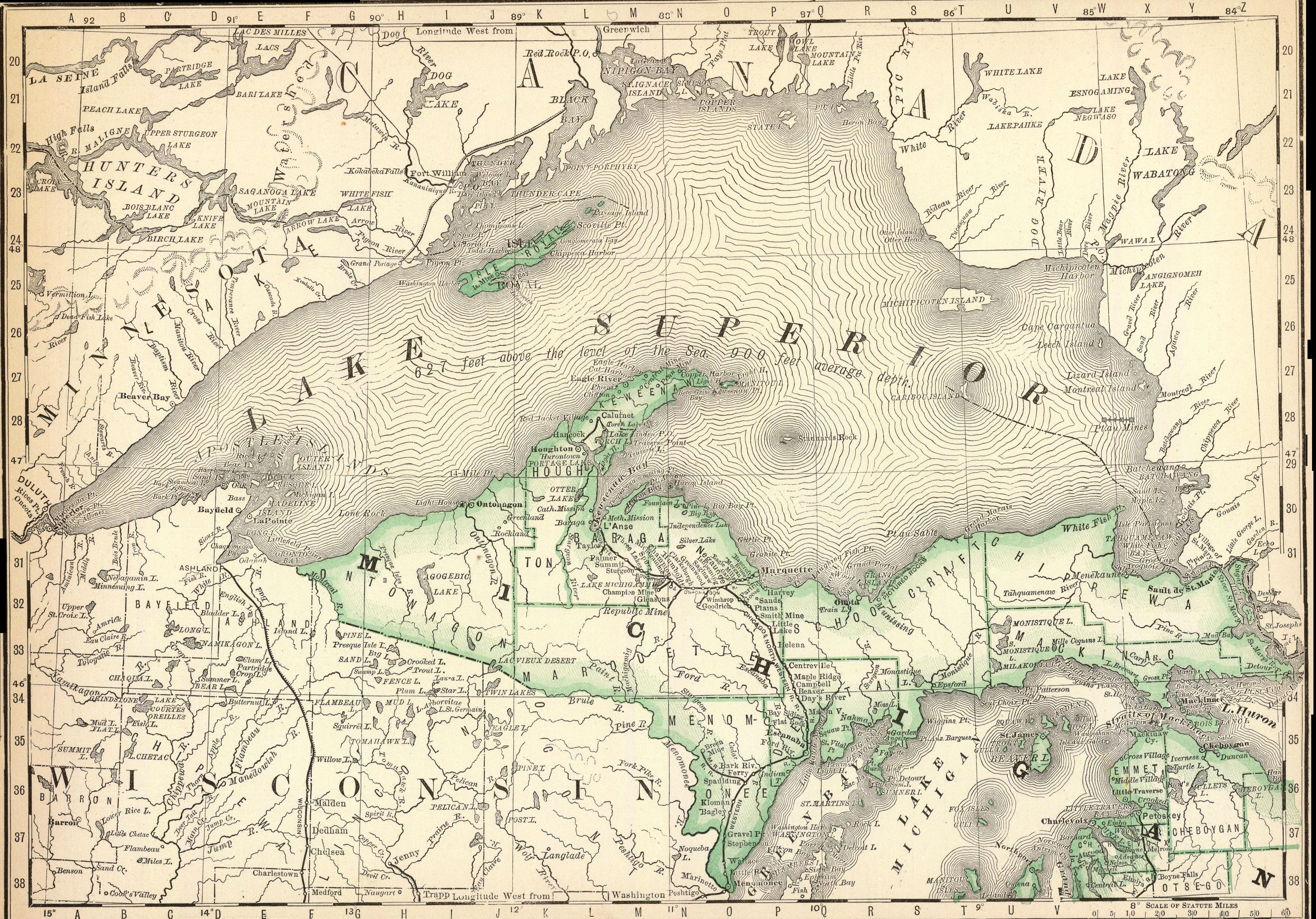
Mapa històric del llac Superior i el Nord de Michigan, publicat el 1879 per Rand McNally

Els primers habitants van arribar a la regió del llac Superior fa 10.000 anys, després de la retirada de les glaceres al darrer període glacial. Es coneixen amb el nom de Plano, i utilitzaven llances amb punta de pedra per caçar caribús al nord-oest del llac Minong. Els pobles arcaics de l'escut van arribar cap al 5000 aC; es poden trobar proves d'aquesta cultura a l'extrem oriental i occidental de la costa canadenca. Utilitzaven arcs i fletxes, canoes de rem, pescaven, caçaven, extreien coure per a eines i armes i establien xarxes comercials. Es creu que són els avantpassats directes dels ojibwe i cree.

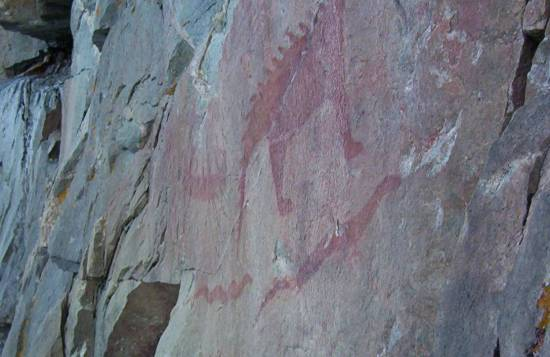
Pictogrames al Parc Provincial del Llac Superior, Ontario

Els pobles del Llorer (del 500 aC al 500 dC) van desenvolupar la pesca amb xarxes, trobant-se proves en rius al voltant del llac com el Pic i el Michipicoten. Els indis del bosc terminal habitaven a la zona des del 900 dC fins al 1650. Eren pobles algonquins que caçaven, pescaven i recollien baies. Utilitzaven raquetes de neu, canoes d’escorça de bedoll i cabanes còniques o cúpules. A la desembocadura del riu Michipicoten s'han descobert nou capes de campaments. La majoria dels fossats de Pukaskwa probablement es van fer durant aquest temps.
El poble anishinaabe, que inclou els ojibwe o chippewa, ha habitat la regió del llac Superior durant més de cinc-cents anys i va ser precedit pels dakota, meskwaki, menominee, nipigon, noquet i atsina. Després de l'arribada dels europeus, els anishinaabes es van convertir en intermediaris entre els comerciants de pell francesos i altres pobles nadius. Aviat es van convertir en la nació nativa americana dominant a la regió: van forçar els sioux i els meskwaki i van guanyar una victòria contra els iroquesos a l'oest de Sault Ste. Marie el 1662. A mitjans del segle xviii, els ojibwe ocupaven totes les costes del llac Superior.
Al segle XVIII a mesura que creixia el comerç de la pell amb Europa, la Companyia de la Badia de Hudson va tenir un monopoli virtual a la regió fins al 1783, quan es va crear la rival Companyia del Nord-oest, que va construir forts al llac Superior a Grand Portage, Fort William (Ontario), Nipigon, el riu Pic, el riu Michipicoten i Sault Ste. Marie. Però el 1821, amb la competència que perjudicava els beneficis d’ambdues, les empreses es van fusionar amb el nom de Companyia de la Badia de Hudson. Moltes ciutats al voltant del llac són zones mineres antigues o actuals, o bé es dediquen al processament o al transport marítim. Avui en dia, el turisme és una altra indústria significativa: el país del llac Superior, poc poblat, amb les seves costes escarpades i el seu estat salvatge, atrau turistes i aventurers.

### Navegació

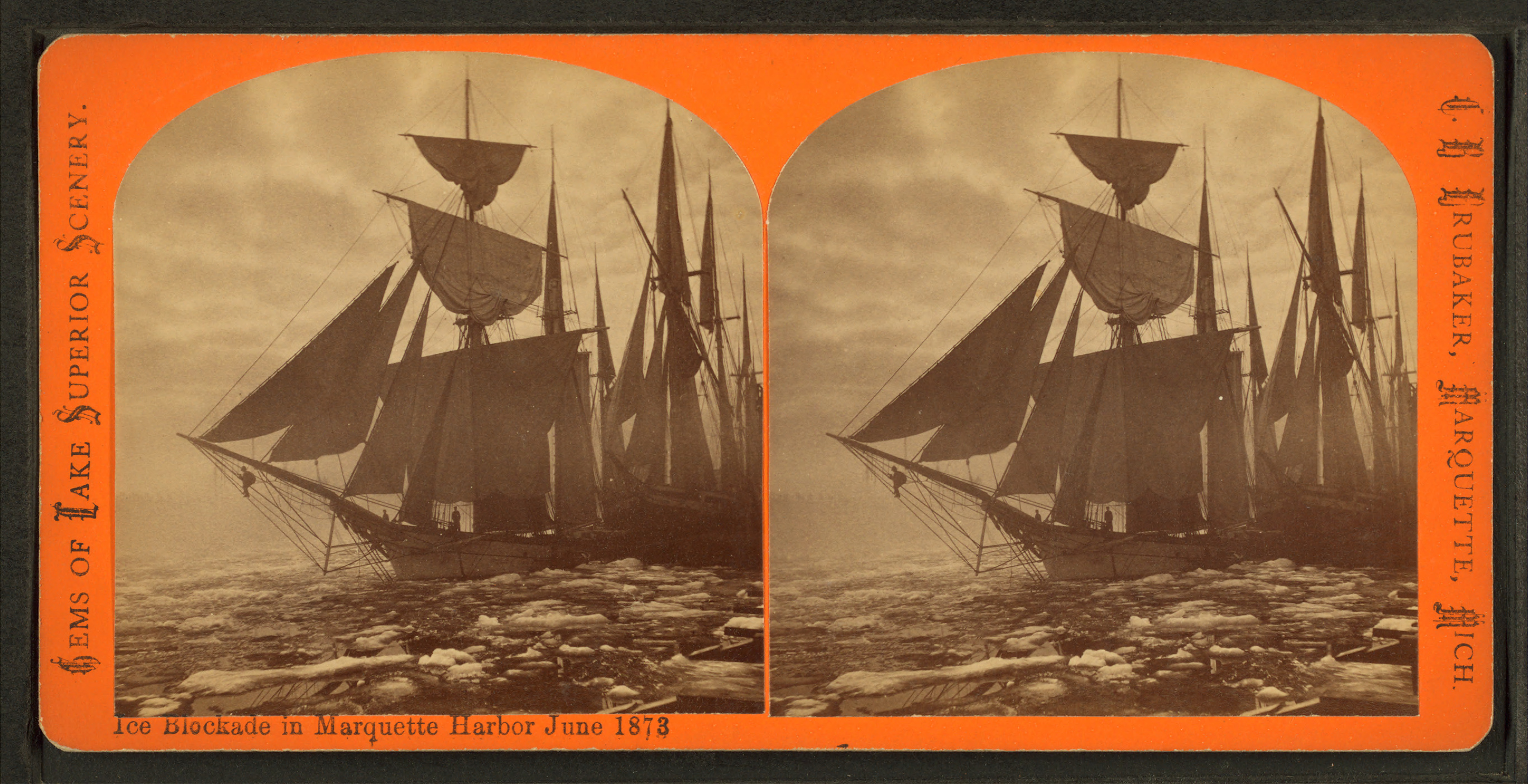
Bloqueig de gel al port de Marquette, juny de 1873 (foto estereoscòpica)

El llac Superior ha estat un enllaç important a la Via navegable dels Grans Llacs, proporcionant una ruta per al transport de mineral de ferro, així com el gra i altres materials extrets i manufacturats. Els grans vaixells de càrrega anomenats carregadors de llac (lake freighters), així com altres vaixells oceànics més petits, transporten aquestes mercaderies a través del llac Superior. El transport marítim va arribar tard al llac Superior, al segle XIX. El primer vaixell de vapor que va navegar pel llac va ser l'Independence el 1847, mentre que els primers vaixells de vapor dels altres Grans Llacs van començar a navegar el 1816. El gel tanca la navegació des de mitjan gener fins a finals de març. Les dates exactes de la temporada de navegació varien cada any, en funció de les condicions meteorològiques, que formen i trenquen el gel.